# Pecluma perpinnata
Pecluma perpinnata är en stensöteväxtart som beskrevs av M. Kessler och A. R. Sm. Pecluma perpinnata ingår i släktet Pecluma och familjen Polypodiaceae. Inga underarter finns listade.